# Kateryna Kuryschko
Kateryna Serhijiwna Kuryschko, nach Heirat Kateryna Serhijiwna Nahirna, (ukrainisch Катерина Сергіївна Куришко, russisch Екатерина Сергеевна Курышко: Jekaterina Sergejewna Kuryschko; geboren am 12. April 1949 in Teple, Oblast Poltawa, Ukrainische SSR) ist eine ehemalige sowjetische Kanutin.

## Leben
Kuryschko begann ihre internationale Karriere bei den Weltmeisterschaften 1971 in Belgrad. Im Zweier-Kajak über 500 Meter belegte sie zusammen mit Tamara Popowa den dritten Platz hinter den Booten aus Ungarn und der DDR. Im Vierer-Kajak siegte die sowjetische Crew mit Kuryschko, Natalja Boiko, Julija Rjabtschinskaja und Ljudmila Pinajewa vor den beiden deutschen Booten aus West und Ost.
Bei den Olympischen Spielen in München 1972 stand der Vierer-Kajak nicht auf dem Programm. In beiden olympischen Bootsklassen siegten sowjetische Kanutinnen, im Einer Rjabtschinskaja und im Zweier Pinajewa und Kuryschko. Der Zweier hatte bereits den Vorlauf deutlich vor dem Boot aus der DDR gewonnen; im Ziel des Endlaufs lagen die beiden sowjetischen Kanutinnen 0,8 Sekunden vor dem Boot aus der DDR.
1975 trat Kateryna Nahirna unter ihrem Ehenamen bei den Weltmeisterschaften an, die wie 1971 in Belgrad ausgetragen wurden. Zusammen mit Galina Kreft belegte sie im Zweier den zweiten Platz hinter dem Boot aus der DDR. Auch im Vierer siegten die Kanutinnen aus der DDR, dahinter gewannen Larissa Besnitzkaja, Kateryna Nahirna, Nadeschda Trachimenok und Galina Kreft die Silbermedaille.